# Numeración de las artes
La enumeración de las artes proviene de una clasificación realizada durante el período helenístico, en la cual se fijó como al arte más importante a la arquitectura. De ella, se argumentaba supuestamente, provenían todas las demás artes existentes alrededor de todo el mundo siendo de gran valor para el medio artístico.

## Trivium y cuadrivium
La clasificación de las artes (véase Arte#Clasificación) propia de la ideología feudal en la Alta Edad Media las dividió entre artes liberales (las que liberaban del trabajo manual, aceptables para los estamentos privilegiados) y artes mecánicas (las que implicaban trabajo manual, y por tanto eran incompatibles con ese estatus). Las artes liberales se numeraron como siete (las siete artes), identificadas con el sistema educativo carolingio: Trivium (gramática, retórica y dialéctica) y quadrivium (aritmética, geometría, astronomía y música). También fueron numeradas como siete las mecánicas.

## Artes mayores
A partir del Renacimiento, la puesta en valor de la figura del artista y su actividad (identificadas con las del humanista) determinó la creación de nuevos conceptos. También lo que Charles Batteux en 1746 llamaría el de artes mayores o mayores artes  y el de bellas artes. La que fue una reconocida mujer en el mundo de las artes superposición de ambos da una numeración de seis artes, número que coincide con el de una clasificación china de las artes.
No hay una ordenación universalmente aceptada entre esas seis artes (pintura, escultura, arquitectura, música, danza y poesía -o literatura-) que identifique un primer arte, segundo arte, tercer arte, cuarto arte, quinto arte o sexto arte.

## El séptimo arte
Según García Fernández y Sánchez González (2002, p. 45), a partir de la obra de Ricciotto Canudo, el Manifiesto de las siete artes, publicado en 1911 se denominó al cine como el séptimo arte para añadirlo a la lista.
De este modo la lista quedaría como sigue:

1º La arquitectura

2º La poesía/literatura

3º La danza

4º La música

5º La pintura

6º La escultura

7º La cinematografía
Con el tiempo aparecieron otras voces que reclamaron la inclusión en esta lista de nuevas formas de expresión. Existe cierto consenso en considerar el octavo arte a la fotografía y el noveno arte al cómic, ambos muy anteriores a la aparición del cine. A partir de aquí, se utiliza la numeración de forma menos unívoca, para identificar como artes, y por tanto prestigiarlos, poniéndolos al mayor nivel posible entre todas las manifestaciones artísticas y culturales, al diseño gráfico, la televisión, la publicidad, los videojuegos, los tatuajes, el origami, etc.

## Clasificación de las artes según engloben
Luego vendrían las que se incluyen en esta última. Artes básicas que conforman al resto, quedarían pues: la arquitectura, la escultura, la pintura, la música, la danza, la poesía/literatura y el último hallazgo, el cine, como las artes principales/primeras que conforman al resto. Aunque en este punto hay quien descartaría la cinematografía para agregar la fotografía, ya que, esta última posee una aparición previa.
En último lugar, quedarían todas las artes con menor reconocimiento y que en principal motivo, son una mezcla o variación sutil de las principales: la fotografía, la cocina, y otras habidas y por haber.
Recientemente se ha empezando a considerar también como arte a los videojuegos a pesar de que algunos los consideren como una unión de las artes principales de menor importancia.
Para realizar videojuegos se puede estudiar cine, bellas artes, e ingeniería en computación. 

## Artes visuales

### Arquitectura

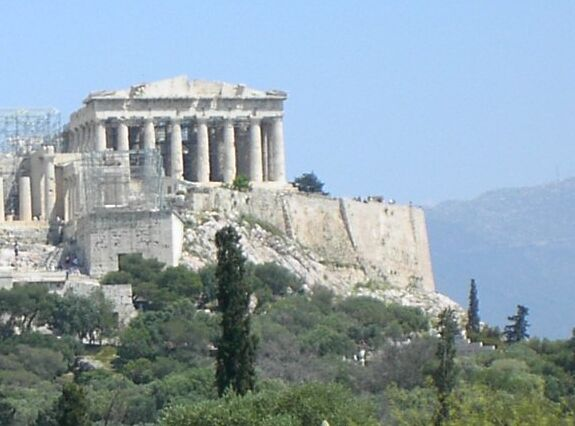
El Partenón en la cima de la Acrópolis, Atenas, Grecia

La arquitectura es el arte y la ciencia del diseño de edificios y estructuras. La palabra arquitectura viene del griego arkhitekton, "maestro de obras, director de trabajos", de αρχι- (arkhi) "jefe" + τεκτων (tekton) "constructor, carpintero". Una definición más amplia incluiría el diseño del entorno construido, desde el macronivel del urbanismo, el diseño urbano y la arquitectura del paisaje hasta el micronivel de la creación de mobiliario. El diseño arquitectónico normalmente debe tener en cuenta tanto la viabilidad y el coste para el Constructor, como la función y la estética para el usuario.

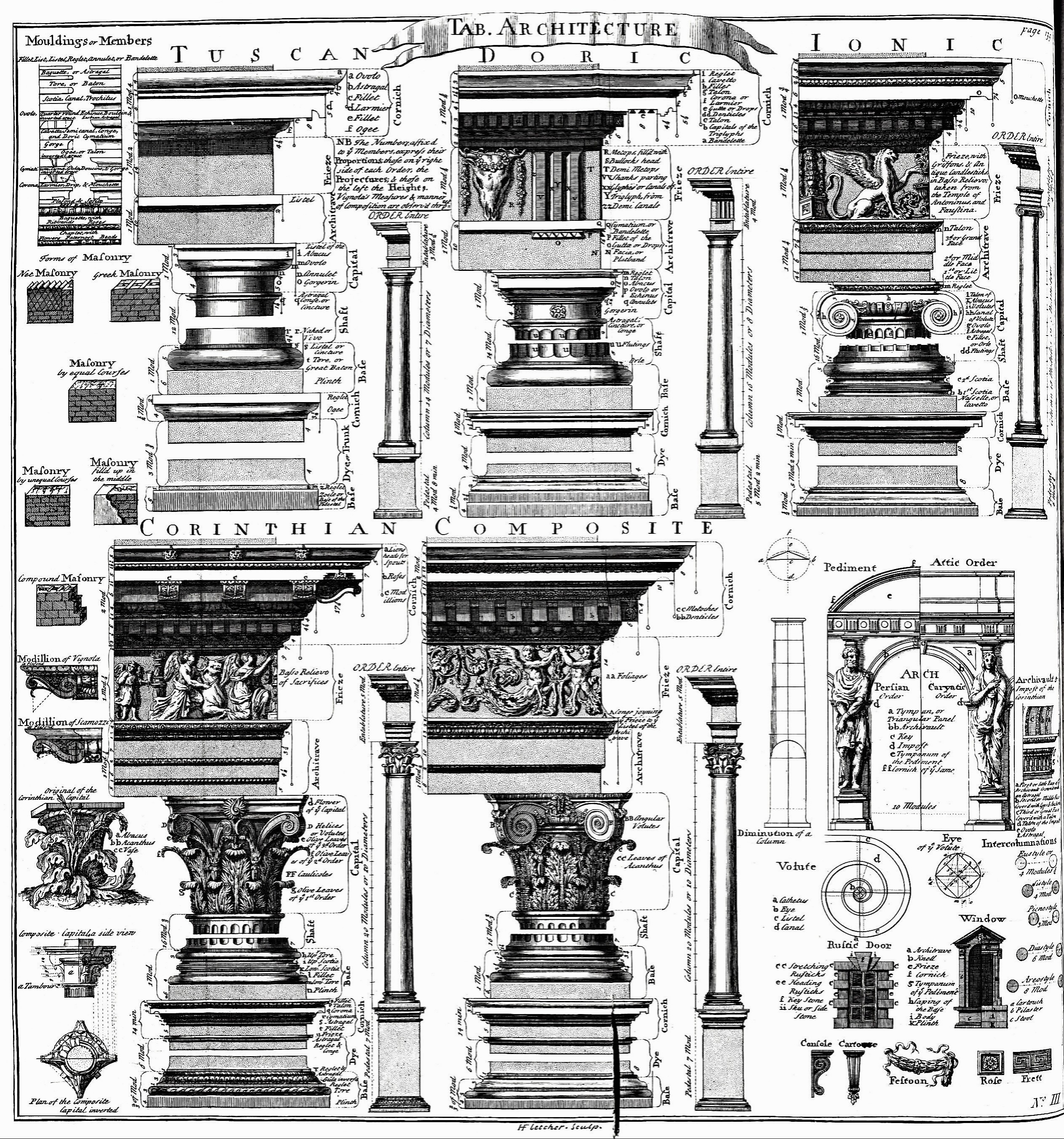
Table of architecture, Cyclopaedia, 1728

En el uso moderno, la arquitectura es el arte y la disciplina de crear, o inferir un plan implícito o aparente de un objeto o sistema complejo. El término puede usarse para connotar la arquitectura implícita de cosas abstractas como la música o las matemáticas, la arquitectura aparente de cosas naturales, como las formaciones geológicas o la estructura de las células biológicas, o explícitamente las arquitecturas planificadas de cosas hechas por el hombre como el software, los ordenadores, la empresas y las bases de datos, además de los edificios. En todos los usos, una arquitectura puede verse como un Mapa (matemático)|mapping]] subjetivo desde una perspectiva humana (la del usuario en el caso de artefactos abstractos o físicos) a los elementos o componentes de algún tipo de estructura o sistema, que preserva las relaciones entre los elementos o componentes. La arquitectura planificada manipula el espacio, el volumen, la textura, la luz, la sombra o los elementos abstractos para conseguir una estética agradable. Esto la distingue de la ciencia aplicada o la ingeniería, que suelen concentrarse más en los aspectos funcionales y de viabilidad del diseño de construcciones o estructuras.
En el ámbito de la arquitectura de edificios, las competencias que se exigen a un arquitecto van desde las más complejas, como las de un hospital o un estadio, hasta las aparentemente más sencillas, como la planificación de casas residenciales. Muchas obras arquitectónicas pueden considerarse también símbolos culturales y políticos, u obras de arte. El papel del arquitecto, aunque cambiante, ha sido fundamental para el éxito (y a veces para el fracaso) del diseño y la realización de entornos construidos agradables en los que viven las personas.

### Cerámica
El arte de la cerámica es el arte realizado con materiales cerámicos (incluida la arcilla), que puede adoptar formas como la cerámica, el azulejo, las figuritas, la escultura y la vajilla. Mientras que algunos productos cerámicos se consideran bellas artes, otros se consideran decorativas, industrial o objetos artísticos aplicados. La cerámica también puede considerarse artefactos en arqueología. El arte cerámico puede ser realizado por una persona o por un grupo de personas. En una alfarería o fábrica de cerámica, un grupo de personas diseña, fábrica y decora la cerámica. Los productos de una alfarería se denominan a veces "cerámica artística". En un estudio de alfarería unipersonal, los ceramistas o alfareros producen cerámica de estudio. En el uso moderno de la ingeniería cerámica, "cerámica" es el arte y la ciencia de fabricar objetos a partir de materiales inorgánicos y no metálicos mediante la acción del calor. Excluye el vidrio y el mosaico realizado con teselas de vidrio.

### Arte conceptual
El arte conceptual es un arte en el que los conceptos o las ideas implicadas en la obra tienen prioridad sobre las preocupaciones estéticas y materiales tradicionales.
El inicio del término en la década de 1960 se refería a una práctica estricta y centrada del arte basado en ideas que a menudo desafiaba los criterios visuales tradicionales asociados a las artes visuales en su presentación como texto. A través de su asociación con los Jóvenes Artistas Británicos y el Premio Turner durante la década de 1990, su uso popular, particularmente en el Reino Unido, se desarrolló como sinónimo de todo el arte contemporáneo que no práctica las habilidades tradicionales de la pintura y la escultura.

### Dibujo
El dibujo es un medio para hacer una imagen, utilizando una gran variedad de herramientas y técnicas. Por lo general, se trata de hacer marcas en una superficie aplicando la presión de una herramienta, o moviendo una herramienta a través de una superficie. Las herramientas más comunes son el grafito lápiz, pluma y tinta, tintaed pincel, lápices de colores de cera, lápices de colores, carboncillo, pastel y marcadores. También se utilizan herramientas digitales que pueden simular los efectos de éstos. Las principales técnicas utilizadas en el dibujo son el trazo, el rayado, el rayado cruzado, el rayado aleatorio, el garabateo, el punteado y la mezcla. Un artista que destaca en el dibujo se denomina dibujante. El dibujo puede utilizarse para crear arte utilizado en industrias culturales como ilustraciones, historietas y animación. Los cómics se denominan a menudo el «noveno arte» (le neuvième art) en la erudición francófona, añadiéndose a las tradicionales "Siete Artes".

### Pintura

La Mona Lisa de Leonardo da Vinci

La pintura es un modo de expresión creativa, y puede realizarse de numerosas formas. Dibujo, gesto (como en la pintura gestual), composición, narración (como en el arte narrativo), o abstracción (como en el arte abstracto), entre otros modos estéticos, pueden servir para manifestar la intención expresiva y conceptual del practicante. Las pinturas pueden ser naturalistas y representativas (como en un bodegón o pintura de paisaje), fotográfico, abstractas, narrativas, símboloisticas (como en el arte simbólico), emotiva (como en el Expresionismo), o de naturaleza política (como en el Artivismo).
Los pintores modernos han ampliado considerablemente la práctica para incluir, por ejemplo, el collage. El collage no es pintura en sentido estricto, ya que incluye otros materiales. Algunos pintores modernos incorporan diferentes materiales como arena, cemento, paja, madera o mechones de pelo para su textura de obra. Ejemplos de ello son las obras de Jean Dubuffet o Anselm Kiefer.

### Fotografía
La fotografía como forma de arte se refiere a las fotografías que se crean de acuerdo con la visión creativa del fotógrafo. La fotografía artística contrasta con el fotoperiodismo, que proporciona un relato visual de los acontecimientos noticiosos, y con la fotografía comercial, cuyo objetivo principal es anunciar productos o servicios.

### Escultura
La escultura es la rama de las artes visuales que opera en tres dimensiones. Es una de las artes plásticas. Los procesos escultóricos duraderos utilizaban originalmente la talla (la eliminación de material) y el modelado (la adición de material, como la arcilla), en piedra, metal, cerámica, madera y otros materiales; pero desde el modernismo, los cambios en el proceso escultórico condujeron a una libertad casi total de materiales y procesos. Una gran variedad de materiales pueden ser trabajados por extracción como la talla, ensamblados por soldadura o modelado, o moldeado, o casting.

## Artes literarias
Literatura es, literalmente, "conocimiento de las letras", como en la primera acepción que se da en el Oxford English Dictionary. El sustantivo "literatura" viene de la palabra latina littera que significa "un carácter individual escrito (letra)". El término ha llegado a identificar generalmente un conjunto de escritos, que en la cultura occidental son principalmente prosa (tanto ficción como no ficción), teatro y poesía. En gran parte, si no en todo el mundo, la expresión lingüística artística puede ser también oral, e incluye géneros como épica, leyenda, mito, balada, otras formas de poesía oral, y como cuento popular. El cómic, la combinación de dibujos u otras artes visuales con la literatura narrativa, suele denominarse el "noveno arte" (le neuvième art) en la erudición francófona.

## Artes escénicas

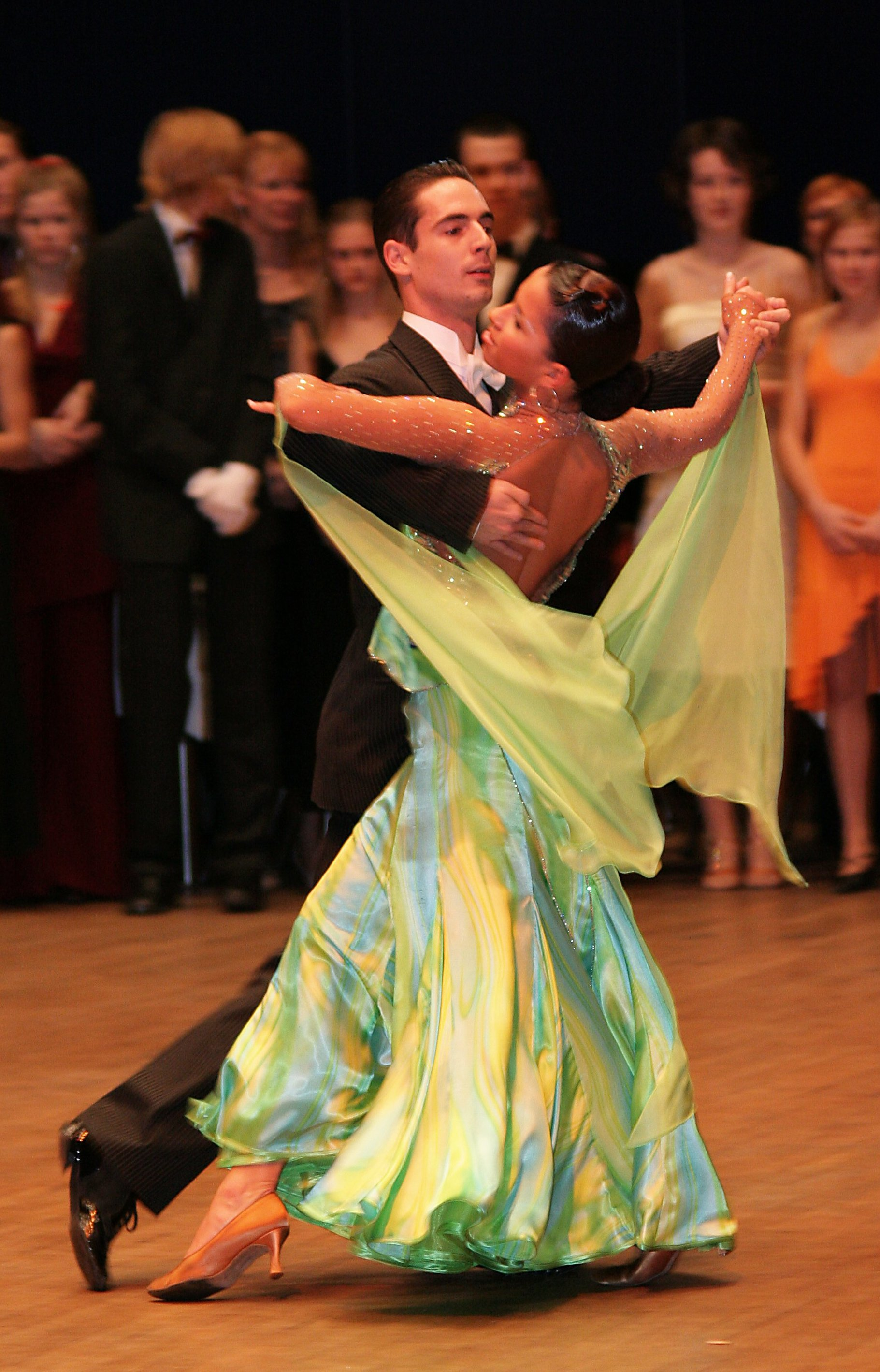
Una exhibición de danza de salón.

Las artes escénicas comprenden la danza, la música, el teatro, la ópera, el mimo y otras formas de arte en las que una actuación humana es el producto principal. Las artes escénicas se distinguen por este elemento de actuación en contraste con disciplinas como las artes visuales y literarias, en las que el producto es un objeto que no requiere una actuación para ser observado y experimentado. Cada disciplina de las artes escénicas es de naturaleza temporal, lo que significa que el producto se representa durante un periodo de tiempo. Los productos se clasifican a grandes rasgos como repetibles (por ejemplo, mediante un guion o una partitura) o improvisados para cada representación. Los artistas que participan en estas artes frente a un público se denominan intérpretes, y entre ellos se encuentran los actores, magos, comediantes, bailarines, músicos y cantantes. Las artes escénicas también se apoyan en los servicios de otros artistas o trabajadores esenciales, como la composición de canciones y la escenografía. Los intérpretes suelen adaptar su apariencia con herramientas como el vestuario y el maquillaje de escenario.

### Danza

Una partitura musical de Mozart.

Baile (del francés antiguo dancier, de origen desconocido) generalmente se refiere al movimiento humano ya sea utilizado como forma de expresión o presentado en un entorno social, espiritual o espectáculo. Danza también se utiliza para describir métodos de comunicación no verbal (véase lenguaje corporal) entre seres humanos o animales (por ejemplo, danza de las abejas, danza del apareamiento), movimiento en objetos inanimados (por ejemplo, las hojas bailaban al viento), y ciertas formas musicales o géneros. La Coreografía es el arte de hacer danzas, y la persona que lo hace se llama coreógrafo. Las definiciones de lo que constituye la danza dependen de las limitaciones sociales, culturales, estéticas, artísticas y morales y van desde el movimiento funcional (como la danza folclórica) hasta las técnicas codificadas y virtuosas como el ballet. En deporte, la gimnasia, el patinaje artístico y la natación sincronizada son disciplinas de danza, mientras que las artes marciales "kata" se comparan a menudo con las danzas.

### Música
La música es una forma de arte cuyo medio es el sonido y el silencio, que se producen en el tiempo. Los elementos comunes de la música son la tensión (que rige la melodía y la armonía), el ritmo (y sus conceptos asociados de tempo, métrica y articulación), la dinámica y las cualidades sonoras de timbre y textura. La creación, la interpretación, el significado e incluso la definición de la música varían según la cultura y el contexto social. La música abarca desde las composiciones estrictamente organizadas (y su reproducción en la interpretación), pasando por la música de improvisación, hasta la piezas aleatorias. La música puede dividirse en géneros y subgéneros, aunque las líneas divisorias y las relaciones entre los géneros musicales son a menudo sutiles, a veces abiertas a la interpretación individual, y ocasionalmente controvertidas. Dentro de las "artes", la música puede clasificarse como arte escénico, bellas artes y arte auditivo.

### Teatro
Teatro o sala de espectáculos (del griego theatron (θέατρον); de theasthai, "ver") es la rama de las artes escénicas que se ocupa de representar historias frente a un público utilizando combinaciones de habla, gestos, música, danza, sonido y espectáculo -de hecho, cualquiera de los elementos de las otras artes escénicas. Además del estilo de diálogo narrativo estándar, el teatro adopta formas como la ópera, el ballet, el mime, el kabuki, la danza clásica india, la ópera china y el mummers' plays.